# Arturo Carrera
Arturo Carrera (Coronel Pringles,  27 de marzo de 1948) es un poeta y escritor argentino.

## Biografía
Nació el 27 de marzo de 1948 en Coronel Pringles, donde transcurrió su  infancia y su adolescencia.  Ese espacio fue de algún modo mitificado por su poesía y se ha transformado, asimismo, en un lugar de referencia para la literatura argentina actual, ya que allí también nació el narrador César Aira. En esos días iniciáticos de Pringles, Carrera y Aira cultivaron una intensa amistad intelectual, por la cual compartieron sus primeras experiencias literarias. A los dieciocho años, en 1966, viajan juntos a Buenos Aires y fundan la revista literaria El cielo. Allí, el poeta conoce a Alejandra Pizarnik, que participa en la presentación de su primer libro, Escrito con un nictógrafo, publicado en 1972. Desde entonces, la poesía de Carrera unirá un gesto fuertemente vanguardista con la profunda recreación de una rica tradición poética argentina, en cuyo canon personal se hallan Juan L. Ortiz, Oliverio Girondo, Baldomero Fernández Moreno y la propia Pizarnik. Participa de las búsquedas de la revista XUL en los años ochenta. Es uno de los referentes latinoamericanos del neobarroco. Su obra explora las ambigüedades de la palabra, indaga el mundo de las sensaciones, construye una original autobiografía lírica, hasta lograr una estética tan personal que lo ha convertido en un autor ineludible en la poesía hispanoamericana contemporánea.

## Obra

### Poesía
- Escrito con un nictógrafo, prólogo de Severo Sarduy, Buenos Aires: Sudamericana, 1972 / 2a. edición, Buenos Aires: Interzona Editores, 2005 (Cd con lectura de Alejandra Pizarnik).[2]
- Momento de simetría, Buenos Aires: Sudamericana, 1973 /  Traducción al portugués de Ricardo Corona y Joca Woolf, Brasil: Oroboro Nro. 4, Editora Medusa, 2005.[3]
- Oro, Buenos Aires: Sudamericana, 1975.[4]
- La partera canta, Buenos Aires: Sudamericana, 1982.[4]
- Arturo y yo, Buenos Aires: Ediciones de la Flor, 1983 / Córdoba: Editorial Alción, 2002. Epílogo de Edgardo Dobry.[4]
- Mi Padre, Buenos Aires: Ediciones de la Flor, 1985.[4]
- Animaciones suspendidas, Buenos Aires: Losada, 1986.[4]
- Ticket, Buenos Aires: Ediciones Último Reino, 1986.
- Negritos, Buenos Aires: Mickey Mikeranno, 1993.
- La banda oscura de Alejandro (fragmentos), Prólogo de Jacobo Sefamí, México: Ed. Casa del Tiempo, Universidad Autónoma de México, 1993.[5]
- La banda oscura de Alejandro, Buenos Aires: Bajo la Luna Nueva, 1994. 2a. edición, 1996.[6]
- El vespertillo de las parcas, Buenos Aires: Tusquets, Colección “Marginales - Nuevos textos sagrados”, 1997.[5]
- Children`s corner, Buenos Aires: Último Reino, 1989 / 2a. edición, Buenos Aires: Tusquets, Colección “Marginales - Nuevos textos sagrados”, 1999.[4]
- La construcción del espejo, Buenos Aires: Siesta, 2001.
- Monstruos, Antología de la joven poesía argentina, Selección y prólogo, Buenos Aires: Fondo de Cultura Económica, Colección Tezontle, 2001.
- Tratado de las sensaciones, Valencia: Pre-Textos, 2002.[4]
- El Coco, Buenos Aires: Ediciones Vox, 2003.[7]
- Pizarrón, Buenos Aires: Eloísa Cartonera, 2004.[8]
- Potlatch, Buenos Aires: Interzona Editores, 2004 / 2a. edición, Madrid: Ediciones Amargord, 2010.[5]
- Carpe diem, Epílogo de César Aira, México: Filodecaballos Edit., INCOCULT, 2004.[5]
- Noche y Día, Epílogo de César Aira, Buenos Aires: Losada, 2005.[4]
- La inocencia, Buenos Aires: Ediciones Mansalva, 2006.[9]
- Las cuatro estaciones, Buenos Aires: Ediciones Mansalva, 2008.[10]
- Fotos imaginarias con nieve de verdad, México: Apuntes de lobotomía, 2009.
- Fastos, Uruguay, HUM editora, 2010.[11]
- Vigilambulo , Adriana Hidalgo Editora, 3 tomos, Buenos Aires, 2015.
- “Ritornelo de Malmo”, Francisco Fenton editor, México, 2015.
- “Ritornelos”, Audisea Editora, Córdoba,  Argentina. 2018.

### Antologías
Su poesía ha sido traducida al portugués, italiano, francés, sueco e inglés y forma parte de numerosas antologías:
- 200 años de poesía argentina, de Jorge Monteleone (Buenos Aires: Alfaguara, 2010);
- Almanacco dello specchio, de Maurizio Cucchi y Antonio Riccardi (Italia: Mondadori, 2009);
- The Oxford Book of Latin American Poetry, Editado por Cecilia Vicuña y Ernesto Livon Grosman (New York: Oxford University Press, 2009);
- Una antología de la poesía argentina (1970-2008), de Jorge Fondebrider (Santiago de Chile: Lom Ed., 2008);[12]
- Una gravedad alegre, de Armando Romero (Valladolid, España: Ed. Difácil, 2007);[13]
- PUENTES/ PONTES. Poesía Argentina y Brasileña Contemporánea - edición bilingüe al cuidado de Heloísa Buarque de Holanda y Jorge Monteleone (Argentina: Fondo de Cultura Económica, 2003);[14]
- Poesimöte i Malmö (Suecia, 2003);
- Prístina y última piedra. Antología de Poesía Latinoamericana, de Ernesto Lumbreras y Eduardo Milán (México: Aldus, 1999);[15]
- Antología de la Poesía Latinoamericana del Siglo XXI: el turno y la transición., de Julio Ortega (México: Siglo XXI Editores, 1997);[16]
- Medusario, Muestra de Poesía Latinoamericana, de Roberto Echavarren, José Kozer y Jacobo Sefamí (México: Fondo de Cultura Económica, 1996 y Buenos Aires: Mansalva, 2010);
- Poètes argentins (France: Action Poétique Nº 138-139, 1995);
- Autores argentinos de fin de siglo, Prólogo de Francisco Madariaga, editado por Juano Villafañe (Buenos Aires: Instituto Movilizador de Fondos Cooperativos, 1995);
- A palavra poetica na América Latina. Avaliaçao de uma geraçao, Editado por Horacio Costa (Sao Paulo, Brasil: Fundaçao Memorial da América Latina, 1992);[17]
- Antología de poesia hispano-americana atual (Sao Paulo, Brasil: USP Nº 13, 1992);
- Caribe transplatino, Poesía neobarroca cubana y rioplatense, de Néstor Perlongher (Saô Paulo, Brasil: Iluminuras, 1991);
- Antología de la poesía Hispanoamericana actual, de Julio Ortega (México: Siglo XXI Editores., 1987).

### Ensayo
• Nacen los otros, Rosario: Beatriz Viterbo Editora, 1993.
• Ensayos murmurados, Buenos Aires: Editorial Mansalva, 2009.
• “Misterio/Ritmo”, Rada Tilly, Espacio Hudson, Argentina, 2012.
• ”Anch´io sono pittore”, Editorial Mansalva, Buenos Aires, Argentina, 2019.

### Libros en colaboración
• Arturo Carrera, Alfredo Prior, Niños que nacieron peinados, Buenos Aires: Enargeis-Estación Pringles, 2007.
• Arturo Carrera, Osvaldo Lamborghini, Palacio de los aplausos, Rosario: Beatriz Viterbo Editora, 2002.
• Teresa Arijón, Arturo Carrera, Edgardo Ruso, El libro de la luna, Buenos Aires: El Ateneo, Colección “El Taller del escritor”, 1998.
• Teresa Arijón, Arturo Carrera, El libro de las criaturas que duermen a nuestro lado, Buenos Aires: El Ateneo, Colección “El Taller del escritor”, 1997.
• Teresa Arijón, Arturo Carrera, Teoría del cielo, Buenos Aires, Editorial Planeta, “Biblioteca del Sur”, 1992.
• Arturo Carrera, Emeterio Cerro, Retrato de un albañil adolescente & Telones zurcidos para títeres con himen, Ediciones Último Reino, Buenos Aires, 1988.

### Antologías poéticas
• Ciudad del colibrí, prólogo de Andrés Sánchez Robayna, España: Llibres del mall, Serie ibérica, 1982.
• Children´s corner, traducción al italiano y prólogo de Alejandro Marcaccio, Italia: Sestante, 1997.
• Animaciones suspendidas, editado por Ana Porrúa. Epílogo de Juan José Cambre, Guillermo Kuitca y Alfredo Prior Venezuela: Ediciones el otro@el mismo, 2006.
•Máscara Âmbar, traducción de Ricardo Corona y Joca Wolff. Prólogo de Raúl Antelo. Brasil: Lumme Editor, 2008.
•Bajo la plumilla de la lengua, Prólogo y selección a cargo de Reina María Rodríguez, Cuba, Casa de las Américas, 2013.

### Traducciones
Ha publicado, entre otras, traducciones de los poetas Yves Bonnefoy, Stéphane Mallarmé, Henri Michaux, Haroldo de Campos, John Ashbery, Giorgio Agamben, Pier Paolo Pasolini y Sandro Penna.

## Otras actividades
Ha sido invitado a dar lecturas, talleres y conferencias en instituciones de Argentina, Latinoamérica, Estados Unidos y Europa, entre ellas, en la Universidad de Los Andes en Venezuela, Universidade Federal de Santa Catarina, New York University, University of Pennsylvania, Princeton University, Ateneo Barcelonés, CaixaForum Madrid, Cosmopoética 2009 en Córdoba- España, Centro Nazionale di Studi Leopardiani (Recanati), Università degli studi di Macerata, Université Stendhal-Grenoble-3 y Université de la Sorbonne - Paris III.
Junto al dramaturgo y poeta Emeterio Cerro creó el teatro de títeres «El escándalo de la serpentina», teatro ambulante de estilo lorquiano que centró su experiencia en la pintura. Artistas plásticos amigos construyeron el teatrino, los títeres y los fondales. Se editaron pequeños libros reunidos luego en Telones zurcidos para títeres con himen. Las obras fueron representadas en diferentes ámbitos, en el Teatro Municipal San Martín de Buenos Aires y en el Museo Nacional de Bellas Artes en ocasión de la retrospectiva del pintor Antonio Berni. Nucleó, entre otros artistas, a Marcia Schvartz, Guillermo Kuitca, Juan Lecuona, Enrique Aguirrezabala, Alfredo Prior, Fabián Marcaccio y los músicos Diana Baroni y Claudio Baroni.
Ha escrito sobre la obra de artistas plásticos argentinos contemporáneos y colaborado en catálogos de galerías de arte y museos de Argentina y del exterior.
Funda en 2006 con Juan José Cambre, César Aira, Alfredo Prior y otros artistas amigos Estación Pringles: utopía que se materializa ahora en la forma de un centro de traductores literarios, posta poética, un lugar de paso y de intervenciones múltiples, una plataforma o escena donde prácticas estéticas dispersas puedan agregarse, articularse y hacerse visibles.
A partir de 2017 da clases en Licenciatura en Artes de la Escritura (Universidad nacional de las artes) como jefe de cátedra de la materia Poesía Universal I, más tarde tomando el mismo rol en Poesía Universal II. 

## Reconocimientos
Recibió, entre otras distinciones, el Premio Nacional de Poesía Mauricio Kohen, por su libro Animaciones suspendidas (1985), la Beca Antorchas, trayectoria en las artes (1990), el Primer Premio Municipal de Poesía de la Ciudad de Buenos Aires, por su libro La banda oscura de Alejandro (1998), la Beca John Simon Guggenheim (1995), el Premio Konex de Poesía (2004), el Premio de Poesía Hispanoamericana Festival de la Lira en Cuenca, Ecuador, por su libro Las Cuatro Estaciones (2009), el segundo Premio Nacional de Literatura- Poesía, por su libro Las cuatro estaciones, Argentina, 2011 y nuevamente el Premio Konex de Poesía en 2014.
En 2015, el Premio Universitario de Cultura “400 años“, de la Universidad Nacional de Córdoba.

## Libros de crítica sobre su obra poética
• La poesía de Arturo Carrera. Antología de la obra y la crítica, Editores, Nancy Fernández y Juan Duchesne Winter. Reúne trabajos críticos de Raúl Antelo, Mario Cámara, Ricardo Corona, Joaquín Correa, Sergio Chejfec, Nora Domínguez, Romina Freschi, Tamara Kamenszain, Reinaldo Laddaga, Daniel Link, Anahí Mallol, Silvio Mattoni, Alan Pauls, Paula Siganevich, Saúl Sosnowski, Ariel Schettini, Diego Vecchio y Joca Wolff (Pittsburg: Instituto Internacional de Literatura Iberoamericana, 2010).
• Muerte e infancia en la poesía de Arturo Carrera, Cecilia Pacella (Córdoba-Argentina: Ed. Recovecos, 2008).
• Experiencia y escritura. Sobre la poesía de Arturo Carrera, Nancy Fernández. (Rosario: Beatriz Viterbo Editora, 2007).